# Santuario di Nostra Signora d'Africa
Il santuario di Nostra Signora d'Africa è un luogo di culto cattolico di rito romano ubicato nella città spagnola di Ceuta, exclave spagnola situata sulla costa marocchina.

## Storia

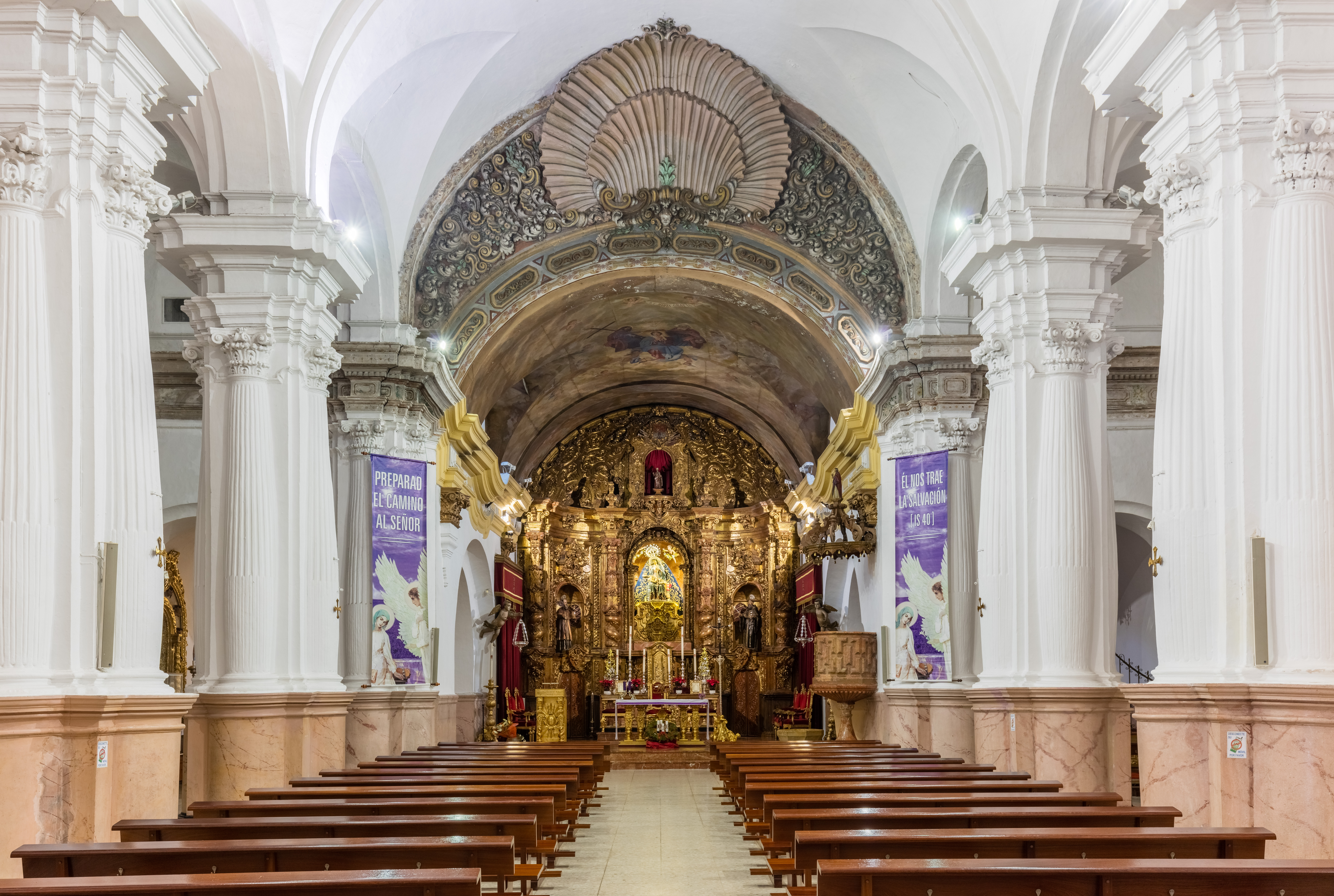
Navata principale

La storia risale ad un'immagine inviata da Enrico il Navigatore. Egli, infatti, pensò che l'immagine in questione fosse sacra e credette si trattasse di Santa Maria d'Africa.

Pertanto, nel 1421, si costruì una prima chiesa in onore dell'immagine. Il nucleo primitivo risulta corrispondere alla parte anteriore della chiesa odierna.
La prima prova concreta sull'esistenza della chiesa risale al 1676, anno in cui sono registrati i lavori di costruzione della chiesa e in seguito anche nel 1697.
Con il vescovo Don Martin de Barcia, gli interni della chiesa vengono decorati con dipinti e sono installate entrambe le campane e la pala d'altare. Sappiamo che Martin de Barcia era ancora vescovo quando fu consacrata la chiesa, il 5 agosto 1752. La pala d'altare è decorata con un grande opera scultorea raffigurante la Madonna con Cristo, la quale si pensa sia stata ricavata da un unico blocco di legno.